# كريستوف موريتز
كريستوف موريتز (بالألمانية: Christoph Moritz)‏ (مواليد 27 يناير 1990 في دورين - ألمانيا الغربية) لاعب كرة قدم ألماني يلعب حاليا لصالح نادي الدرجة الأولى شالكه الألماني منذ 2009 في مركز الوسط المدافع .

## روابط خارجية
- كريستوف موريتز على موقع الاتحاد الأوربي (الإنجليزية)
- كريستوف موريتز على موقع قاعدة بيانات كرة القدم.إي يو (الإنجليزية)
- كريستوف موريتز على موقع بيانات كرة القدم. دي إي (الألمانية)
- كريستوف موريتز على موقع Soccerway.com (الإنجليزية)
- كريستوف موريتز على موقع عالم كرة القدم.نت (الإنجليزية)
- كريستوف موريتز على موقع كووورة
- كريستوف موريتز على موقع AS.com (الإسبانية)